# 梳藓
梳藓（学名：Ctenidium molluscum）为塔藓科梳藓属下的一个种。

## 扩展阅读
- 維基物種上的相關：梳藓